# Manoir de Kersaliou
Le manoir de Kersaliou est situé sur la commune de Pommerit-Jaudy en France.

## Localisation
Le manoir est situé sur la commune de Pommerit-Jaudy dans le département des Côtes-d'Armor, dans la région Bretagne.       

## Description
Le manoir est construit en moellon de schiste, le long volume simple et rectangulaire à étage carré s'achève, à l'ouest, par un logis-porte. Il est orienté au sud sur la cour à laquelle on accède par le passage couvert qui traverse le logis-porte. Au rez-de-chaussée, des pièces de réserve encadrent ce passage tandis que l'étage est occupée par une pièce à feu dédoublée. Au nord, côté extérieur, le logis-porte est aveugle au rez-de-chaussée tandis qu'au sud, côté cour, une porte ouvre sur une pièce de réserve éclairée par une petite fenêtre à écoinçons. Les deux arcs des grandes portes charretières sont traités différemment selon le même principe que les portes de l'église de La Roche-Derrien : côté sud les moulurations de l'arc rentrent directement dans les larges chanfreins des piédroits ; côté nord, les nombreuses moulurations de l'arc retombent sur des colonnettes. La même niche trilobée somme l'arc des deux portes. Celle du sud est accompagnée d'un blason effacé que surmonte une fenêtre avec double ébrasement à ressaut et écoinçons refouillés.

## Historique
Le manoir est édifié à la fin du XIVe siècle probablement pour Rolland de Kersaliou et sa femme Méance Taupin auxquels Jean IV de Montfort, devenu duc de Bretagne, avait confié la châtellenie de La Roche-Derrien. C'est ce même couple de seigneurs qui fit bâtir à partir de 1376 la grande chapelle sud de l'église paroissiale Sainte-Catherine de La Roche-Derrien, comme l'indique l'inscription sculptée sur le contrefort du sanctuaire. Le manoir est remanié dès le XVIe siècle et jusqu'au XXe siècle. Lors de son déclassement en ferme au XIXe siècle, le manoir est partiellement détruit : le logis principal disparaît au profit d'un nouveau bâtiment agricole probablement édifié sur ses fondations, côté est de la cour. Au nord, le long corps de bâtiment est conservé mais très remanié. Seul, le logis-porte en bout d'alignement est dans un état proche de l'origine.
Il est inscrit à l'inventaire général du patrimoine culturel.